# Kajskjul 8 (krogshow)
Kajskjul 8 (fullständig titel: Uslings på kajskjul 8) var en krogshow med After Shave och Anders Eriksson som spelades mellan hösten 1996 och våren 1997. Det var After Shave och Anders Erikssons andra krogshow och hölls på Kajskjul 8 i Göteborg.  Den beskrevs ungefär som: "En himla kul helkväll med skaldjursfrossa". 
Showen var uppdelad i olika delar, varav en var utvandrardramat "Åke från Åstol" (som senare kom att resultera i en TV-film). En annan del av showen var mer av en krogshow, med framträdanden som "The Four or Five Hopcorn Family" (akrobatgruppen i Allt Möjligt) och Peter Rangmars bejublade rollfigur Astor Qvarts. I början av våren var Rangmar dock tvungen att hoppa av, då han blev allt sjukare i cancer.